# L'ultima nave da Shanghai
L'ultima nave da Shanghai (International Settlement) è un film statunitense del 1938 diretto da Eugene Forde.